# Prohexadion-Calcium
Prohexadion-Calcium ist eine chemische Verbindung und ein Phytohormon. Es hemmt bestimmte Schritte in der Gibberellin-Biosynthese und wird im Obst-, Wein-, Acker- und Zierpflanzenbau verwendet. Prohexadion ist ein Pflanzenwachstumsregulator und besitzt auch eine bakterizide Wirkung. Die Verbindung wurde 1983 von Kumiai Chemical patentiert.

## Gewinnung und Darstellung
Prohexadion kann durch Reaktion von Diethylacetonylsuccinat mit Natriumethanolat, Chlorwasserstoff, Propionylchlorid, 4-(Dimethylamino)pyridin und Natriumhydroxid gewonnen werden.

## Verwendung

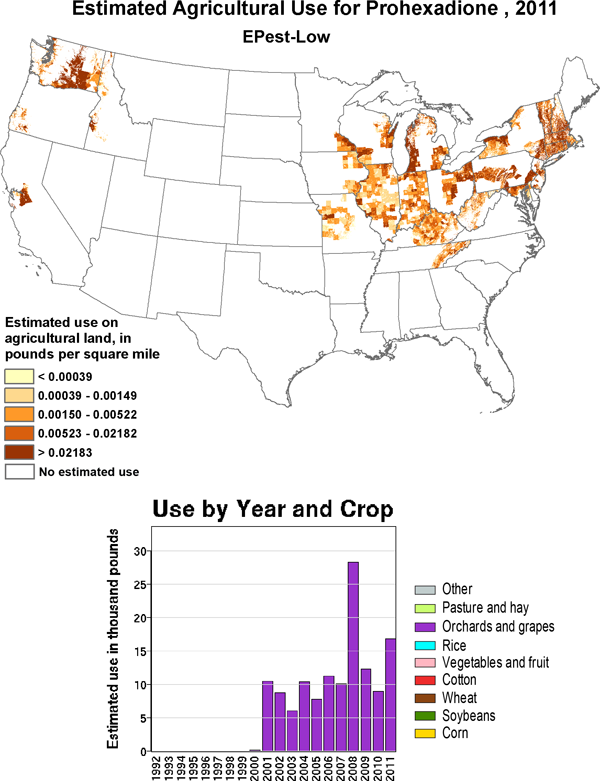
Geschätzte Ausbringungsmenge in den USA 2011

Die Aufnahme des Wirkstoffes Prohexadion-Calcium erfolgt innerhalb weniger Stunden nach der Applikation überwiegend über das Blatt. Für einen optimalen Transport an den eigentlichen Wirkungsort im Zytoplasma der Zelle ist es notwendig, die Spritzbrühe auf einen pH-Wert von ca. 5 einzustellen.

### Wirkung und Indikationen
Durch den gezielten Einsatz von Prohexadion-Calcium können die vegetative Leistung und der Fruchtertrag einer Kernobstanlage (ausgenommen Birne) in ein optimales Verhältnis gebracht werden. Durch die Wuchsregulierung werden Schnittkosten reduziert und ausgewogene Erträge erzielt. Aufgrund des erhöhten Lichteinfalls verbessert sich die Fruchtausfärbung. Über eine Aktivierung pflanzlicher Abwehrmechanismen hat Prohexadion eine vorbeugende Wirkung gegen sekundäre Feuerbrandinfektionen in Kernobstanlagen.
In Weinreben kann mit Prohexadion-Calcium-Anwendung während der Rebblüte eine Auflockerung der Traubenstruktur erreicht werden. Dadurch werden bei kompakten Rebsorten das gegenseitige Aufdrücken der Beeren und damit verbundene Verletzungen der Beerenhaut mit nachfolgendem Fruchtfäule-Befall (Botrytis, Grünfäule, Essigfäule) reduziert. Mit der Auflockerung wird eine bessere Anlagerung von Botrytiziden im Traubeninneren erzielt. Mit der angeführten Wirkung geht auch eine Ertragsreduzierung einher.
Im Zierpflanzenbau wird es vorbeugend gegen bakterielle Blattfleckenerreger, Feuerbrand (Erwinia amylovora) und zum Stauchen der Triebe eingesetzt.
Im Ackerbau kann mit Prohexadion-Calcium bei Winterweichweizen, Wintergerste, Winterroggen, Triticale, Dinkel, Sommerhartweizen, Sommerweichweizen, Sommergerste und Hafer eine Internodienverkürzung erreicht werden. Diese Halmverfestigung verringert die Lagerung von Getreidekulturen.
Bei Sport- und Zierrasen wird es zur Reduzierung des Sprosslängenwachstums der Gräser eingesetzt. Prohexadion-Calcium hemmt auch die Blütenbildung beim Einjährigen Rispengras (Poa annua).

### Probleme
Für die Wirkung spielen der Einsatztermin (Entwicklungsstadium der betreffenden Kultur), die Temperatur und Luftfeuchtigkeit während und nach der Applikation, die Antrocknungsphase, die Obstart und Sorte eine entscheidende Rolle. Bei manchen Sorten können die gewünschten Wirkungen gut und bei anderen Sorten gar nicht erreicht werden. Auch die jährlichen Erfolge (Wirkungsgrad) schwanken stark. Diese Probleme bei der Anwendung erschweren den Einsatz. Zum Beispiel muss Prohexadion-Calcium bei der Rebe schon in die Rebblüte (Mitte Juni) appliziert werden, um das Auftreten von Essigfäule während der Beerenreifephase im Herbst zu verringern. Eine Prognose des Auftretens von Essigfäule gibt es nicht. Es kann nur durch rechtzeitigen Einsatz ein gewisser jährlich unterschiedlicher Erfolg erreicht werden.

## Zulassung
Prohexadion-Calcium wurde 2000 in die Liste der in der EU zulässigen Pflanzenschutzmittel-Wirkstoffe aufgenommen.
Nach dem Ablauf dieser Genehmigung wurde der Wirkstoff 2011 durch die EU-Kommission erneut genehmigt.
Pflanzenschutzmittel-Produkte mit dem Wirkstoff Prohexadion sind in einer Reihe von EU-Staaten, unter anderem in Deutschland (seit 2004) und Österreich, sowie in der Schweiz zugelassen.

## Handelsnamen
- Regalis (BASF)
- Regalis Plus (BASF)
- Medax Top (BASF)
- KUDOS (ADAMA / FINE AGROCHEMICALS LTD)